# Death Valley Outlaws
Pour plus de détails, voir Fiche technique et Distribution.
Death Valley Outlaws est un film américain réalisé par George Sherman, sorti en 1941.

## Fiche technique
- Titre original : Death Valley Outlaws
- Réalisation : George Sherman
- Scénario : Jack Lait Jr., Don Ryan
- Photographie : Edgar Lyons
- Montage : Tony Martinelli
- Musique : Cy Feuer
- Direction artistique :
- Décorateur de plateau :
- Costumes :
- Producteur : George Sherman
- Société de production : Republic Pictures
- Distribution :  Republic Pictures
- Pays de production :  États-Unis
- Langue : Anglais
- Format : Noir et blanc - 35mm 1.37 : 1 - Son : Mono
- Genre : Western
- Durée : 56 minutes
- Date de sortie : 
  - États-Unis : 26 septembre 1941

## Distribution
- Donald Barry : Johnny Edwards
- Lynn Merrick : Carolyn Johnson
- Milburn Stone : Jeff
- Robert McKenzie : Doc Blake
- Karl Hackett : Charles W. Gifford
- Rex Lease : Marshal Jim Collins
- Jack Kirk : Tom Johnson
- Michael Owen : Bill Westen
- Fred Toones : Snowflake